# Оберларг
Оберла́рг (фр. Oberlarg) — коммуна на северо-востоке Франции в регионе Гранд-Эст (бывший Эльзас — Шампань — Арденны — Лотарингия), департамент Верхний Рейн, округ Альткирш, кантон Альткирш. До марта 2015 года коммуна административно входила в состав упразднённого кантона Феррет (округ Альткирш).
Площадь коммуны — 8,21 км², население — 146 человек (2006) с тенденцией к стабилизации: 152 человека (2012), плотность населения — 18,5 чел/км².

## Население
Численность населения коммуны в 2011 году составляла 157 человек, а в 2012 году — 152 человека.
| 1962 | 1968 | 1975 | 1982 | 1990 | 1999 | 2004 | 2006 | 2008 | 2009 | 2011 | 2012 |
| ---- | ---- | ---- | ---- | ---- | ---- | ---- | ---- | ---- | ---- | ---- | ---- |
| 162  | 174  | 157  | 148  | 146  | 143  | 150  | 146  | 151  | 154  | 157  | 152  |

Динамика населения:

## Экономика
В 2010 году из 103 человек трудоспособного возраста (от 15 до 64 лет) 86 были экономически активными, 17 — неактивными (показатель активности 83,5 %, в 1999 году — 77,5 %). Из 86 активных трудоспособных жителей работали 84 человека (48 мужчин и 36 женщин), двое числились безработными (один мужчина и одна женщина). Среди 17 трудоспособных неактивных граждан 4 были учениками либо студентами, 2 — пенсионерами, а ещё 11 — были неактивны в силу других причин.
На протяжении 2011 года в коммуне числилось 63 облагаемых налогом домохозяйства, в которых проживало 149 человек. При этом медиана доходов составила 30607 евро на одного налогоплательщика.

## Достопримечательности (фотогалерея)

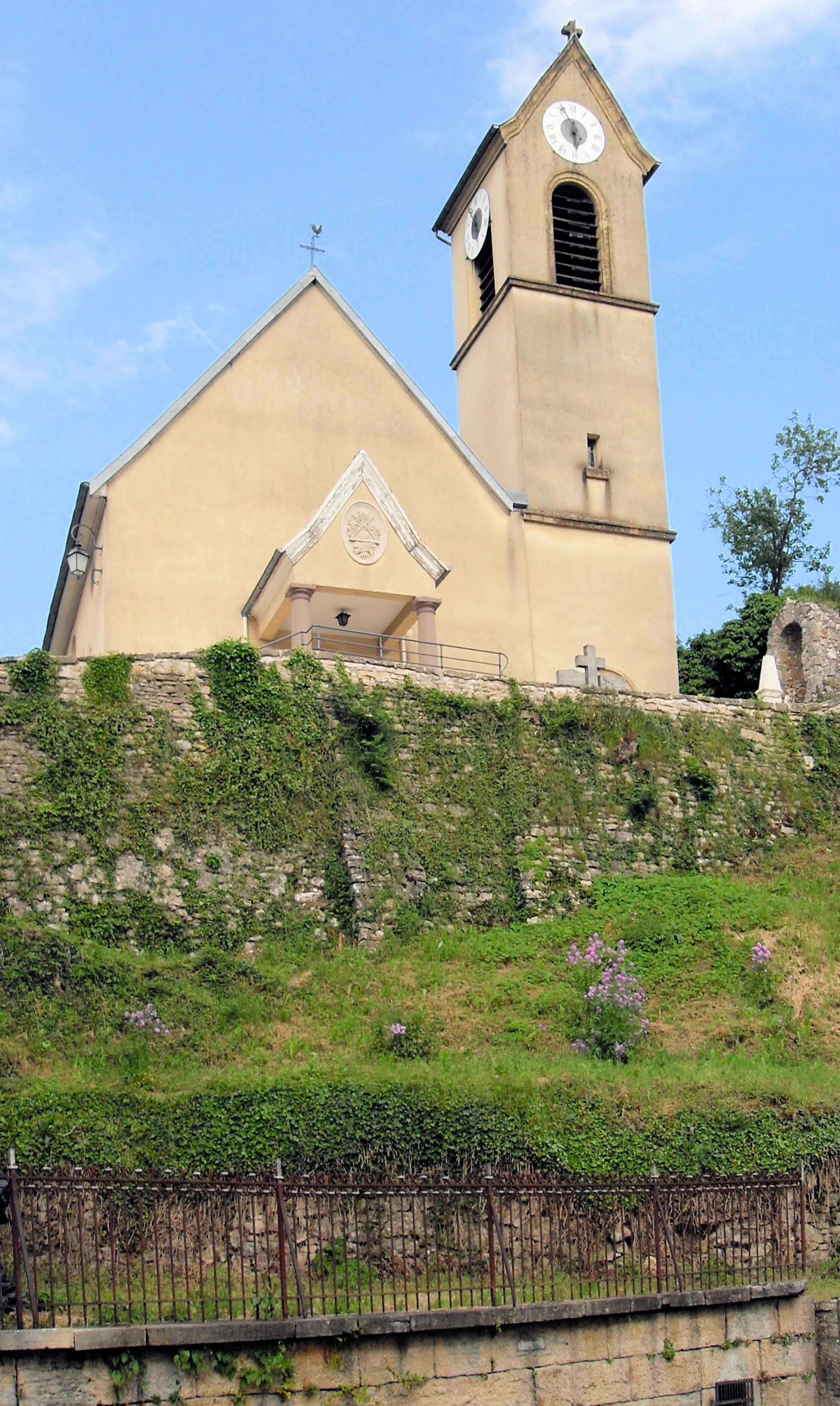
Церковь
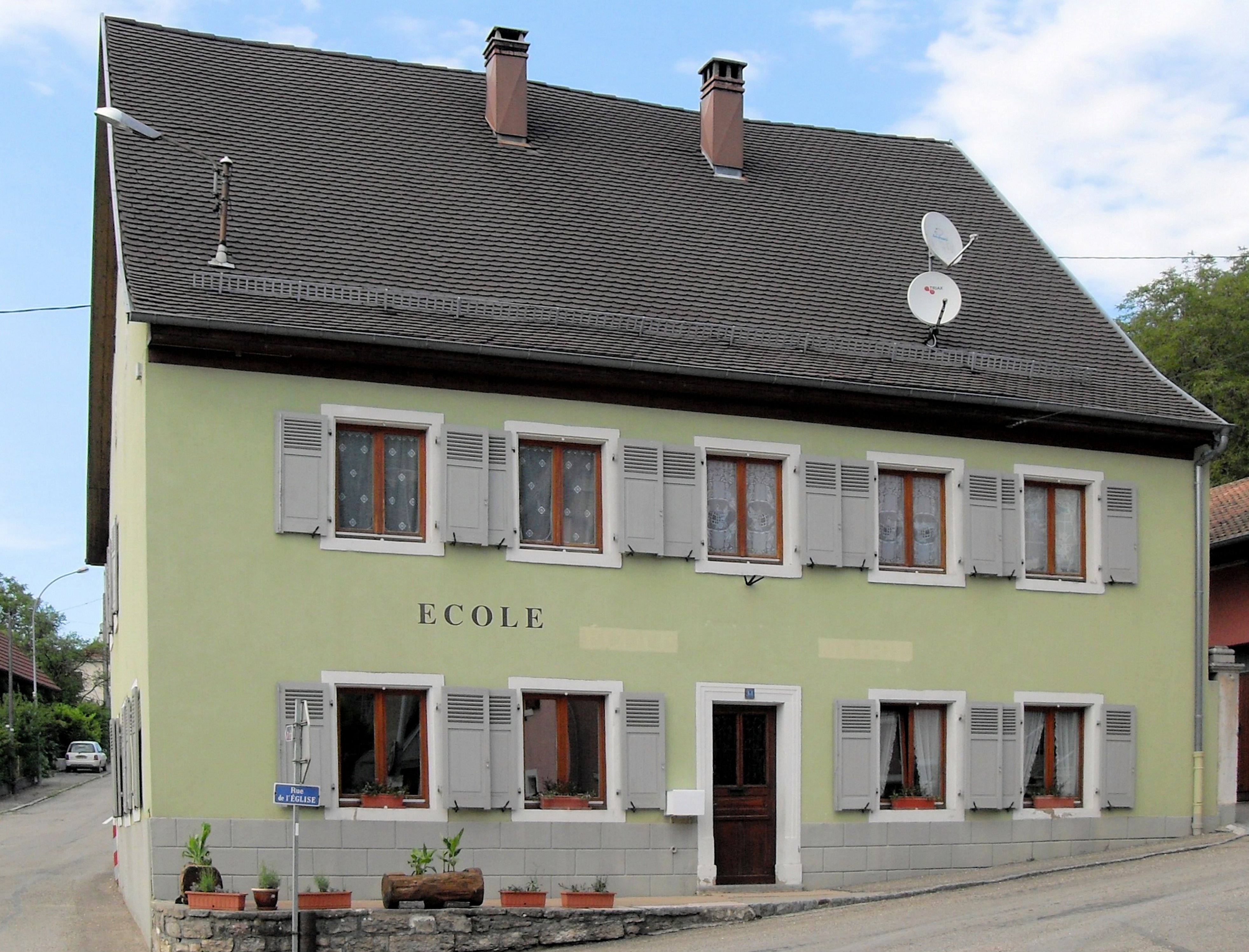
Здание школы